# Buzovarove, Veselînove
Buzovarove (în ucraineană Бузоварове) este un sat în comuna Lubeanka din raionul Veselînove, regiunea Mîkolaiiv, Ucraina.

## Demografie
Componența lingvistică a localității Buzovarove
     Ucraineană (97,37%)
     Română (2,63%)
Conform recensământului din 2001, majoritatea populației localității Buzovarove era vorbitoare de ucraineană (97,37%), existând în minoritate și vorbitori de română (2,63%).